# 漢字ROM
漢字ROM（かんじロム）は、コンピュータやワードプロセッサ、プリンターなどにおいて、全角かな文字、全角カナ文字、漢字などの日本語文字の字形を格納しておくためのROM(Read Only Memory)である。いわゆる全角文字に対応する。本稿では特記無き場合日本で発売・運用された器材について解説する。

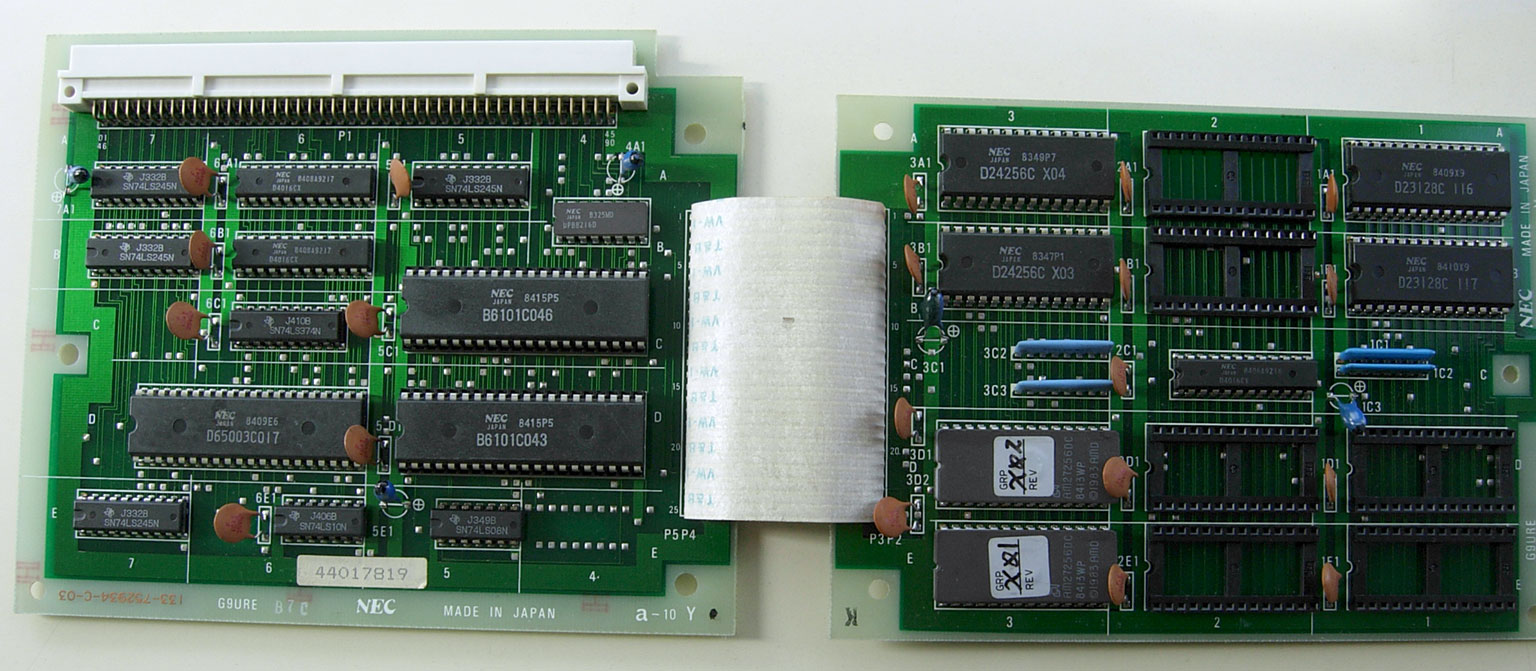
NEC PC-9801Fに標準で搭載されているJIS第1水準漢字ROMボード

## 概要
漢字ROMには漢字をはじめとする各種、いわゆる全角文字に対応するフォントがビットマップイメージまたはベクターイメージで記録してあり、通常、格納はJISコードに対応する形で体系化されている。
1980年代から1990年代にかけては、パーソナルコンピューター、プリンター、ワードプロセッサーなどの器材に組み込まれており、これを元に画面表示、印字などが行われていた。
コンピュータの場合、必要に応じてこのROMからフォントデータを読み込み、VRAMに反映、画面に表示する。2017年現在一般的なWindowsマシンやMacintoshでは、フォントを漢字ROMからではなくハードディスクドライブから読み出して運用しており、基本的な日本語フォントはOSに同梱されている。つまり、漢字ROMは使用されていない。ただし、組み込みシステムの液晶表示や電光掲示板などにおいては、現在でも漢字ROMが使用されている。

## 時代背景
1980年代から1990年代初頭にかけてパーソナルコンピュータの世界で一般的であった16ピクセル×16ピクセル（以降は時代背景を考慮し、当時一般的であったドットと表記する）のフォントは256ドットのサイズを有し、一文字につき32バイトを使用する。JIS漢字コードにおける第一水準文字が3000文字程度であるため、全体では90KiB以上の記憶容量が必要となる。Z80など8ビットCPUの「連続した」メモリ領域は一般に64KiB程度であり、RAMの実装量も少なくフロッピーディスクドライブでさえもまだ一般的でなかった時代背景もあり、現在のように外部記憶装置からRAMにフォントを読み込んでおく、といった運用は難しかった。よって、パーソナルコンピュータで日本語を常用するためには漢字ROMを搭載することが一般的であった。16ビットCPUを搭載し比較的多くのメモリを扱えたPC-9800シリーズにおいても、EMSなどが一般化するまではフリーメモリは高々500KiB～600KiB程度であり、負担は大きかった。
当時は漢字ROMはオプション装備であることが多く、日本語処理が必要なユーザーのみ購入すると言うシステムであった。一例として、PC-8801の第一水準漢字ROMボードの標準価格が30,000円であった。
ただし1982年4月に信州精器（現セイコーエプソン）から発売されたビジネスユース向けパーソナルコンピュータQC-20には既に漢字ROMが標準搭載されていた。
また、ビジネスユースを視野に入れた16ビットパソコンであるPC-9800シリーズにおいては1985年のモデルVM等から標準搭載されたが、ホビーユース向けコンピュータであるMSXに漢字ROMが事実上標準搭載となったのは、1988年からのことであり、当時のパソコン用語辞典によれば1990年頃にはほとんどの機種に搭載されていたという。
なお、ROMは通常第一水準、第二水準が別のものとなっており、第一水準文字と第二水準文字が別々に販売されることや、第一水準のみ標準搭載、第二水準は別売りといったこともあった。漢字ROMにかかるコストを回避するために、ソフトウェアを記録したフロッピーディスクに、JIS第一水準相当のキャラクタセットをランダムアクセスファイルとして記録しておき、必要に応じて取り込んでいくものもみられた。また、16×16ドットのものが一般的であったが、PC-H98シリーズや一部のFM-Rなど画面表示がいわゆるハイレゾであるものは、24×24ドットの漢字ROMが内蔵されていた。
その後コンピュータの高速化、大容量化により、DOS/VというPC/AT互換機用OSにおいて採用された、外部記憶装置よりRAMに日本語フォントを読み込んでおく形態が一般化し、現在に至る。
これらの字形を実際に画面表示するにあたり、漢字をグラフィックスプレーンに書き込んで画像として描画する場合は、コンピュータがまだ比較的低速だった時代においては比較的大きな計算量を必要とするものであったが、日本語を表示することを想定した特定の機種(8bit機では、X1turbo、MZ-2500、16bit機ではPC-9800シリーズなど)では、ひらがな、漢字を含む日本語を表示できるVRAM(テキストVRAM)が搭載されており、アプリケーションでは1バイトもしくは2バイトの文字コードをVRAMに書き込むだけで済んだ。漢字ROMからのフォントの読み出しやディスプレイへの出力はハードウェアで処理された。これらの実装により、グラフィックプレーンに書き込むのに比べて少ない計算量で日本語を表示することができた。

## プリンターの漢字ROM
漢字ROMがパーソナルコンピュータに導入された当初、FM-8などでは漢字はキャラクタとしてキャラクタ用のVRAMに出力されているわけではなく、グラフィック用のVRAMに漢字の字形が描画されていた。このため、グラフィック画面上に描画された漢字をプリンタで印刷するためには、一旦画面に表示した後画面のハードコピーをプリンタで印刷する方法がとられた。しかしこの方法は出力に時間がかかり、印刷が用紙の幅でなく画面の幅に制約されるなどの欠点があった。こうした欠点を克服するため、プリンタ側に漢字ROMを搭載し、コンピュータからの命令によって各字形を印刷する方法もとられた。
漢字ROMがパーソナルコンピュータに標準搭載され始めた当時、パーソナルコンピュータに搭載されたフォントは16ドット四方が一般的であったが、通常はプリンター側の漢字ROMを用いて用紙への出力がなされた。多くの場合最初から漢字ROMが搭載されていたが、プリンターについても、標準状態では漢字印字不可、オプションで漢字ROMを購入することで漢字の印刷が可能になる、といったケースも見られ、またプリンターでもやはり第二水準については別売りと言ったケースが見られた。
当時はプリンターインタフェイスの転送速度の問題があり、ビットマップデータの直接送信によるプリンター制御も現実的とは言えず、文字コードのみを送信しプリンタ側でフォントを適用しデコードするのは、言わば当然のことであり、通常はプリンター側にも漢字ROMが必要であったと言える。